# Serra de Carrascoy

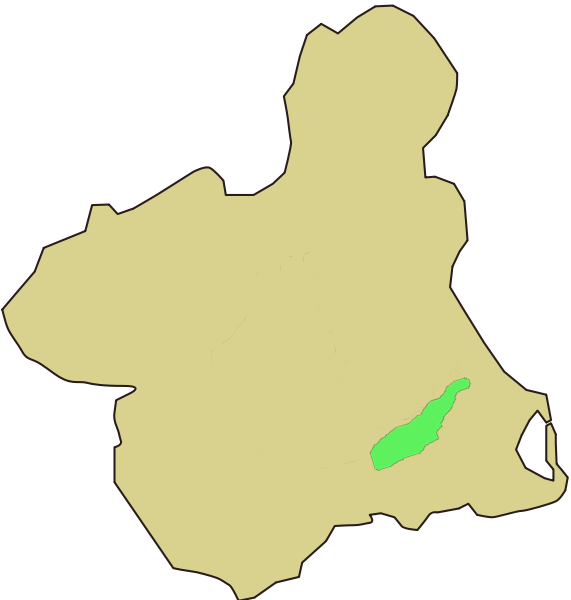
Situació de la serra de Carrascoy dins la Regió de Múrcia.

La Serra de Carrascoy, Sierra de Carrascoy, és una serralada de muntanyes situada a la comunitat autònoma espanyola de la Regió de Múrcia i concretament als municipis Múrcia, Fuente Álamo de Murcia i Alhama de Murcia, té una superfície aproximada de 10.500 hectàrees. Està integrada dins d'un parc regional denominat Carrascoy y El Valle.

## Origen geològic
La serra de Carrascoy és un dels contraforts muntanyosos de la Serralada Penibètica. Està format per materials de l'antíc madsís hercinià Bètic-Rifenc, que es va aixecar durant l'Orogènia alpina. Es troba envoltat per conques del Terciari formadesd per depressions argilenques característiques del sud-est de la península Ibèrica.

## Característiques
És un espai de muntanya mitjana. El punt més alt és el vèrtex Carrascoy, amb 1065 m d'altitud, també són destacables els pics de les Breñas i dels Filos així com els barrancs de Roy, la Tía Ginesa o el Pimpollar, el Murteral, Peñas Blancas, el Romero, el Infierno, las Loberas i la rambla Honda.
La Rambla del Puerto divideix aquest espai natural.
Presenta una aliniació en direcció sud-oest-nord-est d'uns 20 km amb una obaga més humida i coberta de vegetació. A la seva part solana es troba el Campo de Cartagena. L'efecte Föhn obliga a aixecar l'aire i proporciona més pluja a la part obaga de la serralada

## Flora

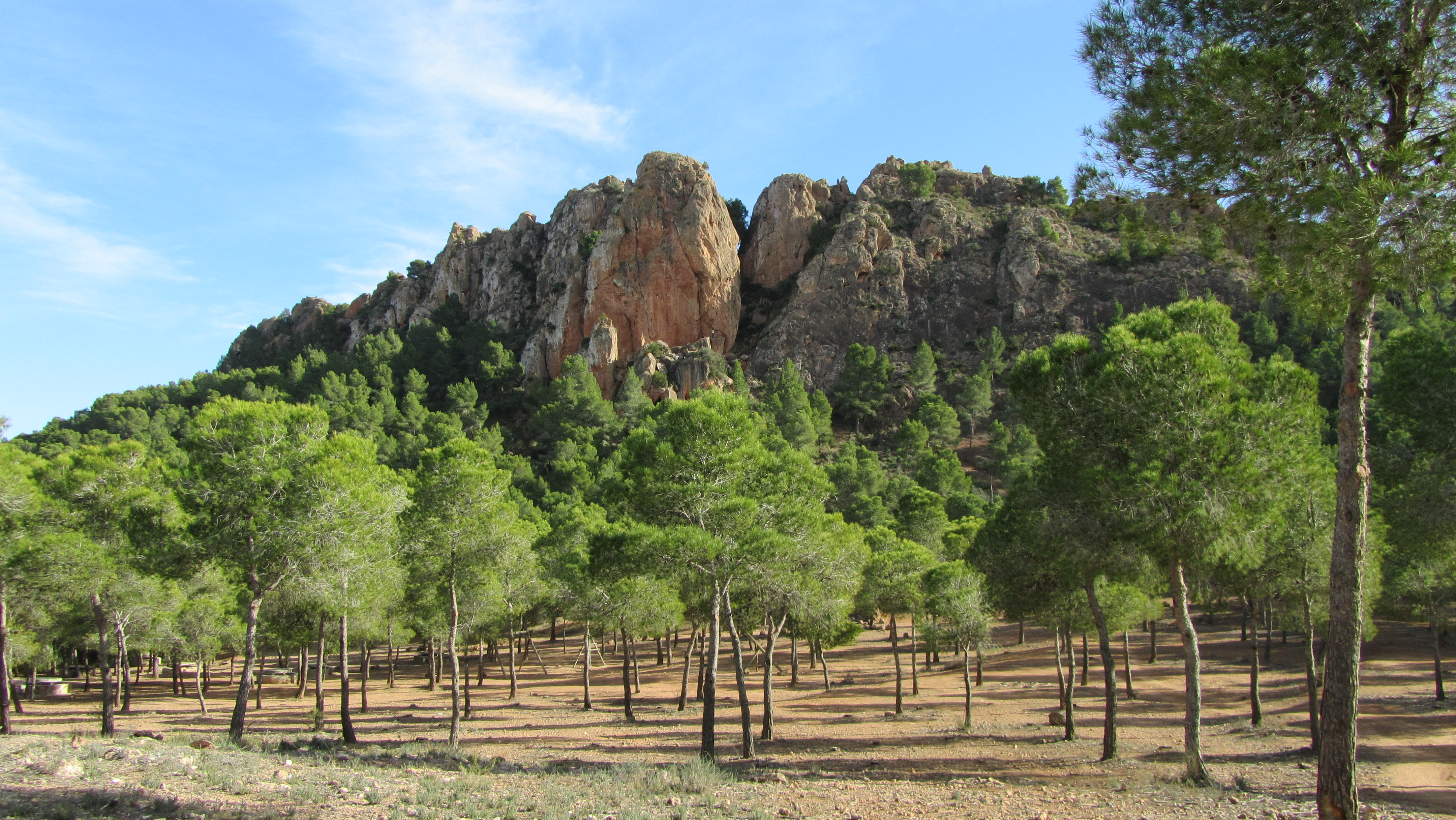
Pic de la Cresta del Gallo, envoltat de Pinus halepensis o pi blanc (pino carrasco) que dona el nom a la serralada.

El paisatge forestal el forma majoritàriament el pi blanc, però també hostatja alzines carrasques i unes poques sureres (Quercus suber). A partir dels 500 m d'altitud s'hi desenvolupa el margalló, Stipa tenacissima, timonedes i romaní. També hi ha líquens poc corrents a la Regió de Múrcia.
A les solanes hi ha espècies més xeròfites com l'albaida, les cistàcies o diverses plantes aromàtiques.

## Fauna

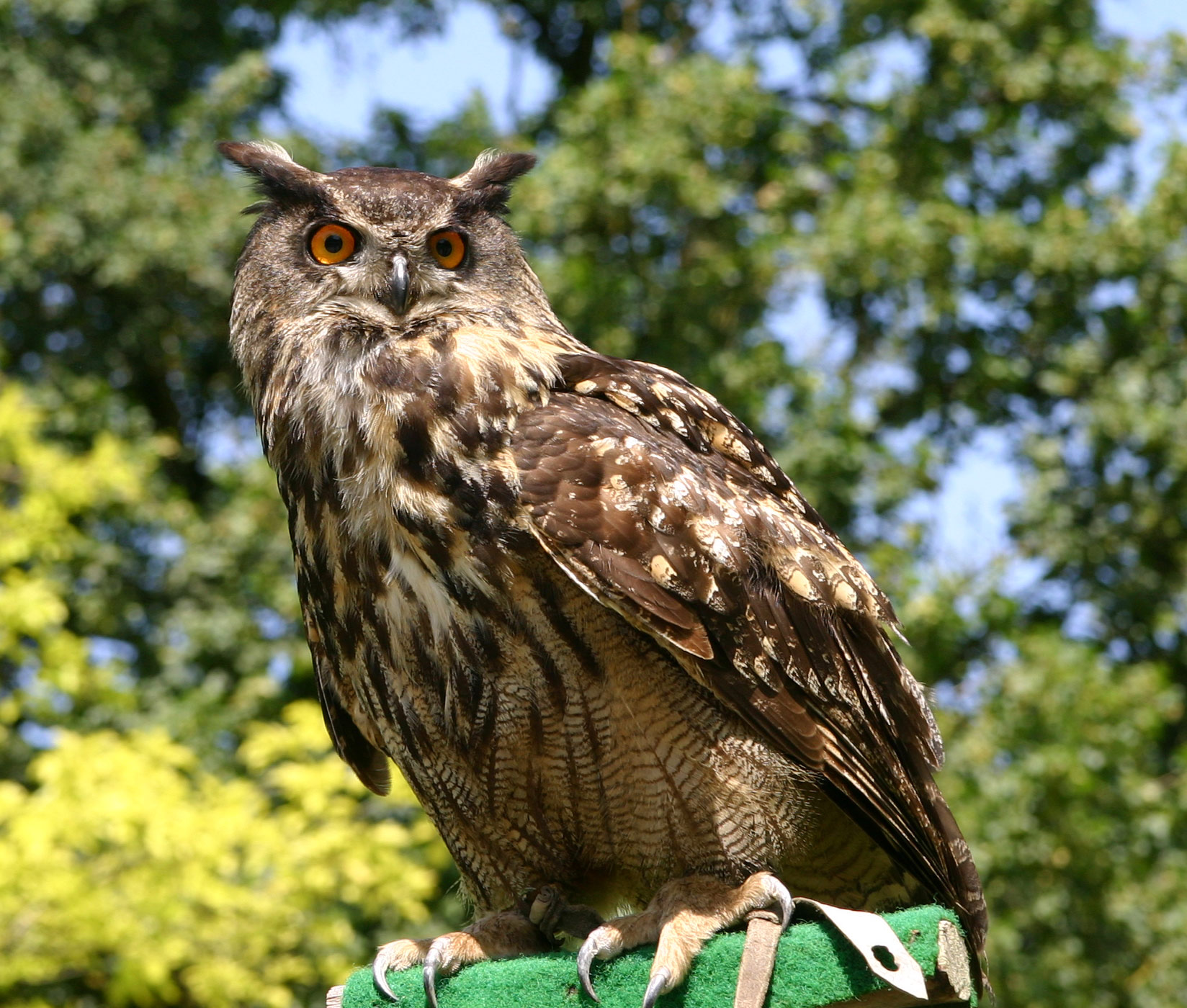
Exemple del Duc (mussol).

Entre la fauna destaquen els mamífers i les aus de presa i els rèptils.

## Majal Blanco
La finca El Majal Blanco, de 892 ha, és una finca de l'Ajuntament de Múrcia situada a la serra de Carrascoy, només es pot visitar a peu o en bicicleta.
Compta amb un Centre d'Interpretació de la Natura. El Punto de Información se encuentra situado en Torre Guil.